# Farwaniya (stad)
Farwaniya is een stad in Koeweit en is de hoofdplaats van het gouvernement Farwaniya.
Bij de volkstelling van 1995 telde Farwaniya 53.100 inwoners.